# Wasil Szaranhowicz
Wasil Szaranhowicz, biał. Васіль Фаміч Шаранговіч, ros. Василий Фомич Шарангович (ur. 20 lutego?/4 marca 1897 we wsi Kaczany w guberni wileńskiej, zm. 15 marca 1938 w miejscu egzekucji Kommunarka k. Moskwy) – białoruski socjaldemokrata i komunista, I sekretarz Komunistycznej Partii (bolszewików) Białorusi (1937).
Urodził się w rodzinie chłopskiej, pracował jako ślusarz i pomocnik maszynisty na kolei w Mołodecznie, w grudniu 1917 wstąpił do SDPRR(b), od 1918 do grudnia 1919 żołnierz Armii Czerwonej, brał udział w wojnie domowej w Rosji. W latach 1921–1924 pracował w wymiarze sprawiedliwości Białoruskiej SRR (1921-1922 był zastępcą ludowego komisarza sprawiedliwości Białoruskiej SRR), później skierowano go do pracy partyjnej na Syberię. Od 1925 do 1937 zasiadał z przerwami w KC KP(b)B. Od 18 marca do 29 lipca 1937 roku stał na czele KP(b)B.
W czasie wielkiej czystki 27 lipca 1937 aresztowany przez NKWD. Podsądny w pokazowym trzecim procesie moskiewskim (obok m.in. Nikołaja Bucharina, Aleksieja Rykowa i Gienricha Jagody) przed Kolegium Wojskowym Sądu Najwyższego ZSRR. 13 marca 1938 skazany na karę śmierci pod zarzutem udział w kontrrewolucyjnej organizacji terrorystycznej. Rozstrzelany 15 marca 1938 w miejscu egzekucji Kommunarka, pochowany anonimowo.
19 grudnia 1957 zrehabilitowany przez Kolegium Wojskowe Sądu Najwyższego ZSRR. W 1958 przywrócono mu pośmiertnie członkostwo partii.